# Klein Heidelberg
Klein Heidelberg był nazwą kodową niemieckiego radaru pasywnego z okresu II wojny światowej, który pozwalał na wykrywanie i śledzenie samolotów alianckich. Radar ten − montowany od sierpnia 1943 roku we Francji, Belgii i Holandii − nie emitował własnych impulsów elektromagnetycznych, wykorzystywał zaś impulsy oświetlających z sieci radarów Chain Home w paśmie 26 m.
Sygnały radaru Chain Home wysyłane były praktycznie w cała przestrzeń interesującą Niemców (stosując prawie bezkierunkowe dipole nadawcze o szerokości wiązki rzędu 100 stopni), dlatego też stosując kierunkowe anteny Niemcy mogli wykrywać samoloty alianckie lecące w kierunku Niemiec.
System pracował jako radar bistatyczny. Antena odbiorcza odbierała najpierw silny sygnał emitowany przez nadajnik Chain Home, a następnie słabe echo pochodzące od samolotu. Opóźnienie sygnału określało odległość bistatyczną obiektu – różnicę między sumą odległości nadajnik-samolot i samolot-odbiornik a odległością nadajnik-odbiornik. Odległość bistatyczna określa elipsę, na której znajduje się samolot, zaś ogniska elipsy są miejsca lokalizacji nadajnika i odbiornika, znane dla Niemców. Kierunkowa antena odbiornika pozwalała określić kierunek przyjścia sygnału echa, a zatem określić położenie samolotu (miejsce geometryczne przecięcia prostej namiarowej z elipsą bistatyczną.
System pozwalał Niemcom na wykrywanie samolotów na odległościach do 400 km z dokładnością 1 do 2 km i określaniem kierunku z dokładnością około 1 stopnia. Gdy zastosowano większą liczbę radarów Klein Heidelberg, poprawiono estymację położenia poprzez wyznaczanie punktu przecięcia elips z kilku par nadajnik-odbiornik.